# Hylophilus pectoralis
A Hylophilus pectoralis a madarak osztályának verébalakúak (Passeriformes) rendjébe és a lombgébicsfélék (Vireonidae) családjába tartozó faj.

## Rendszerezése
A fajt Philip Lutley Sclater angol ügyvéd és zoológus írta le 1866-ban.

## Előfordulása
Dél-Amerikában, Bolívia, Brazília, Francia Guyana, Guyana, Peru, Suriname és Venezuela területén honos. Természetes élőhelyei a szubtrópusi vagy trópusi síkvidéki esőerdők, lombhullató erdők és mangroveerdők, valamint cserjések és vidéki kertek. Állandó, nem vonuló faj.

## Megjelenése
Testhossza 12 centiméter.

## Természetvédelmi helyzete
Az elterjedési területe rendkívül nagy, egyedszáma pedig stabil. A Természetvédelmi Világszövetség Vörös listáján nem fenyegetett fajként szerepel.